# 杰夫·哈丁
杰夫·哈丁（英語：Jeff Harding，1965年2月5日—），生于悉尼，澳大利亚男子拳击运动员。他曾代表澳大利亚参加1986年英联邦运动会拳击比赛，获得男子75公斤级银牌。